# Týřov - Oupořský potok
Týřov - Oupořský potok este o arie protejată (arie specială de conservare — SAC, sit de importanță comunitară — SCI) din Republica Cehă întinsă pe o suprafață de 1.341,22 ha, integral pe uscat.

## Localizare
Centrul sitului Týřov - Oupořský potok este situat la coordonatele 49°58′10″N 13°48′40″E / 49.969444°N 13.811111°E.

## Înființare
Situl Týřov - Oupořský potok a fost declarat sit de importanță comunitară în aprilie 2005 pentru a proteja 1 specie de plante și 2 specii de animale. Situl a fost protejat și ca arie specială de conservare în iulie 2012.

## Biodiversitate
Situată în ecoregiunea continentală, aria protejată conține 10 habitate naturale: Pajiști panonice carstice (Stipo-Festucetalia pallentis), Pante stâncoase silicioase cu vegetație casmofită, Grohotișuri silicioase medio-europene, la altitudine înaltă, Fânețe de joasă altitudine (Alopecurus pratensis, Sanguisorba officinalis), Păduri de fag Luzulo-Fagetum, Păduri de stejar și carpen Galio-Carpinetum, Păduri de fag Asperulo-Fagetum, Tufărișuri subcontinentale peripanonice, Păduri aluvionare cu Alnus glutinosa și Fraxinus excelsior (Alno-Padion, Alnion incanae, Salicion albae), Păduri pe pante, grohotișuri și ravene de Tilio-Acerion.
La baza desemnării sitului se află mai multe specii protejate:
- plante (1): mușchi (Dicranum viride)
- nevertebrate (2): Austropotamobius torrentium, Limoniscus violaceus